# Dodávkový automobil

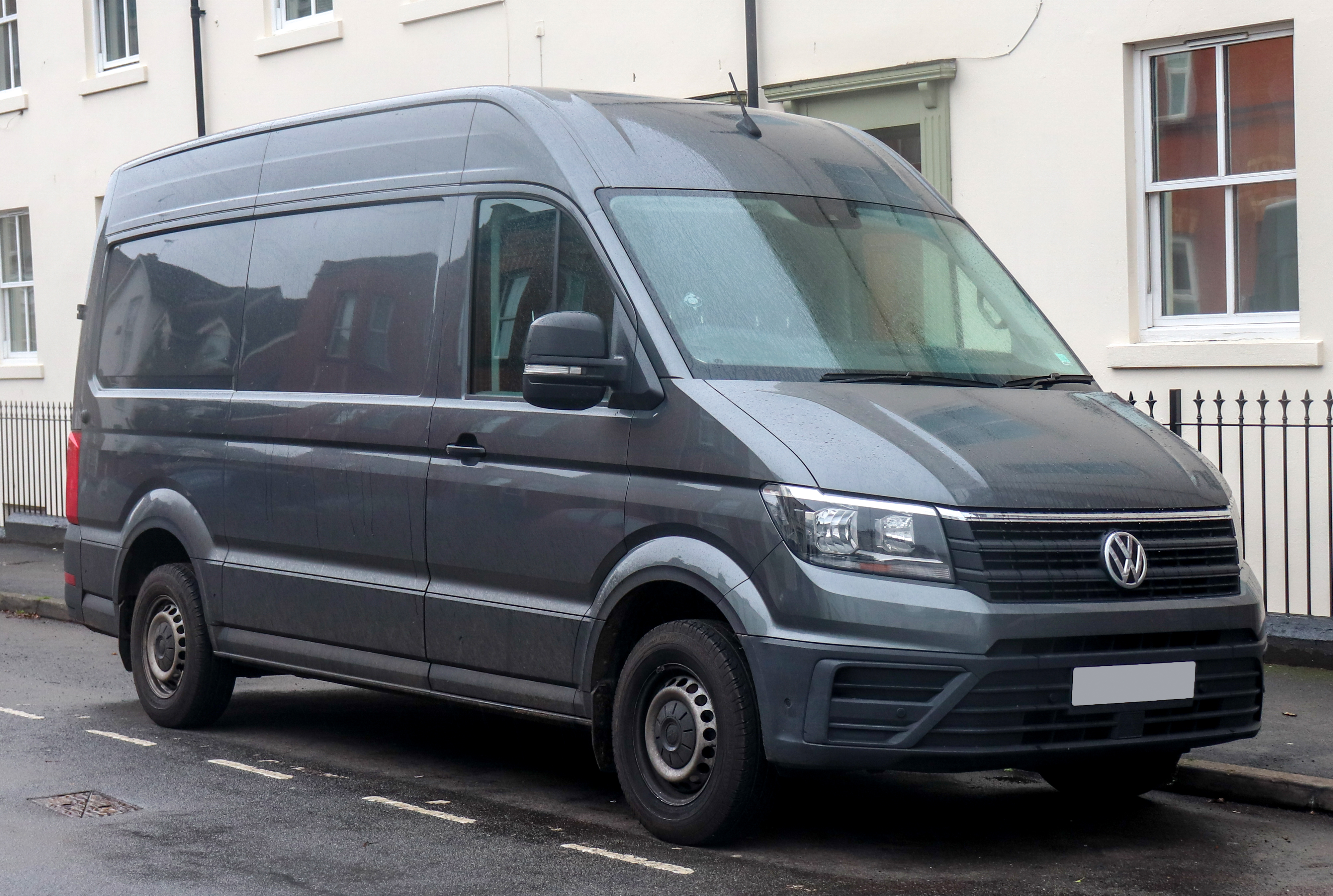
Volkswagen Crafter

Dodávkový automobil (hovorově dodávka) je druh automobilu určený k dopravě zboží nebo lidí. Nejčastěji má krabicový tvar a čtyři kola. Obvykle má větší výšku, délku a vzdálenost podlahy od země než běžné osobní automobily. Na předních místech bývají dvě nebo tři místa, záleží na typu dodávky. Zadních sedadel je u každého modelu jiný počet, pokud je dodávka určena k dopravě zboží, nejsou vůbec žádná. Na základě dodávkových automobilů jsou stavěny i mikrobusy a minibusy, v těchto případech může počet sedadel pro cestující přesáhnout i 15 míst.
Z hlediska legislativy bývá dodávkový automobil zpravidla malým nákladním automobilem (kategorie N1) nebo může být osobním automobilem, záleží na legislativě dané země v době vydání technického průkazu, na velikosti, provedení a způsobu oddělení osobního a nákladního prostoru atd.

## Modely dodávek
| Buick - Buick Terraza Chevrolet - Chevrolet Astro - Chevrolet Beauville - Chevrolet Corvair 95 Greenbriar - Chevrolet Express - Chevrolet G10/G20/G30 - Chevrolet Lumina APV - Chevrolet Nomad - Chevrolet Sport Van - Chevrolet Supercarry - Chevrolet Venture Citroën - Citroën 2CV - Citroën Acadiane - Citroën Berlingo - Citroën C15 - Citroën C25 - Citroën C35 - Citroën Jumpy - Citroën Jumper/Citroën Relay - Citroën Type H Dacia - Dacia Logan Van Daihatsu - Daihatsu Atrai - Daihatsu Hijet - Daihatsu Extol - Daihatsu Delta Dodge - Dodge A100 - Dodge B Series B100, B150, B200, B250, B350 - Dodge Caravan/Grand Caravan - Dodge Coachman - Dodge MB Series MB-250, MB-350 - Dodge Ram Van - Dodge Ram Wagon - Dodge Sportsman - Dodge Sprinter - Dodge Tradesman Fiat - Fiat 1100 T - Fiat 238 - Fiat 242 - Fiat Doblò - Fiat Ducato - Fiat Fiorino - Fiat Scudo - Fiat Strada - Fiat Talento Ford - Ford Fiesta - Ford Aerostar - Ford Econoline - Ford E100 (Falcon) 1961–1967 - Ford Freestar - Ford Club Wagon - Ford Transit - Ford Transit Connect - Ford Windstar Freight Rover - Freight Rover Sherpa - Freight Rover 200 Series - Freight Rover 300 Series FSC - FSC Żuk - FSC Lublin | GAZ - GAZelle - GAZelle NEXT - Sobol GMC - GMC Gaucho - GMC Gypsy - GMC Rally - GMC Safari - GMC Savana - GMC Vandura Honda - Honda Acty - Honda Elysion - Honda Life - Honda Mobilio - Honda Odyssey - Honda Step WGN - Honda Vamos Hyundai - Hyundai Entourage - Hyundai Grace - Hyundai H-1 - Hyundai Starex Isuzu - Isuzu Oasis - Isuzu Como - Isuzu Filly Iveco - Iveco Daily Kia - Kia Bongo - Kia Carnival/Sedona - Kia Carstar MPV/Kia Joice - Kia Towner - Kia Pregio LDV - LDV Pilot - LDV Convoy - LDV Cub - LDV Maxus Mazda - Mazda Bongo/Bongo Brawny - Mazda Bongo Friendee Mercedes-Benz - Mercedes-Benz Vaneo - Mercedes-Benz Vario - Mercedes-Benz Viano - Mercedes-Benz Vito - Mercedes-Benz Sprinter - Mercedes-Benz V-Class Mercury - Mercury Vanster - Mercury Villager Mitsubishi - Mitsubishi Delica/Delica Space Gear - Mitsubishi Minica - Mitsubishi Town Box Nissan - Nissan Caravan - Nissan Interstar - Nissan Kubistar - Nissan Primastar - Nissan S-Cargo - Nissan Silkroad - Nissan Vanette | Oldsmobile - Oldsmobile Silhouette Opel - Opel Combo - Opel Corsavan - Opel Astravan - Opel Movano - Opel Vivaro - Opel Movano Peugeot - Peugeot Boxer - Peugeot Expert - Peugeot Partner Plymouth - Plymouth Voyager Pontiac - Pontiac Montana - Pontiac Trans Sport Renault - Renault Kangoo - Renault Master - Renault Trafic SEAT - SEAT Inca Subaru - Subaru 360 - Subaru Domingo - Subaru Sambar Suzuki - Suzuki Carry - Suzuki Supercarry - Suzuki Every - Autozam Scrum - Bedford Rascal - Holden Scurry - Maruti Versa Tatra - Tatra Beta Toyota - Toyota Dyna - Toyota Granvia - Toyota Hiace - Toyota Liteace - Toyota Master Ace Surf Wagon - Noah - Probox - Toyota Quick Delivery - Toyota Hiace Regius - Toyota Regius Ace - Toyota Succeed - Toyota Townace - Toyota Toyoace - Toyota Voxy Bedford - Bedford Beagle - Bedford CF - Bedford Chevanne - Beford Rascal Volkswagen - Volkswagen Caddy - Volkswagen Crafter - Volkswagen LT - Volkswagen Routan - Volkswagen Transporter ZSD - ZSD Nysa |  |

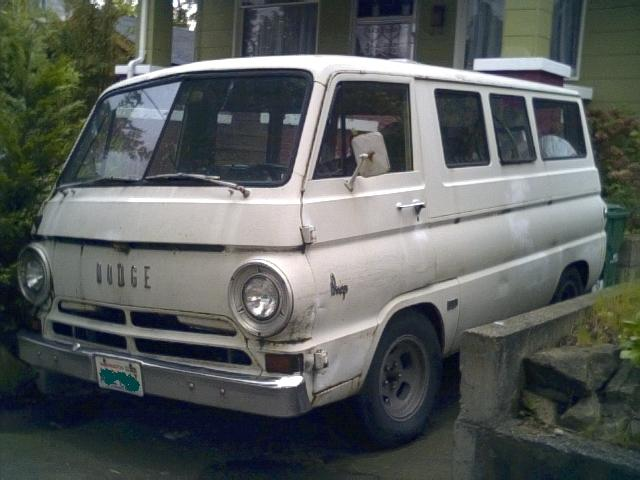
Dodge A100
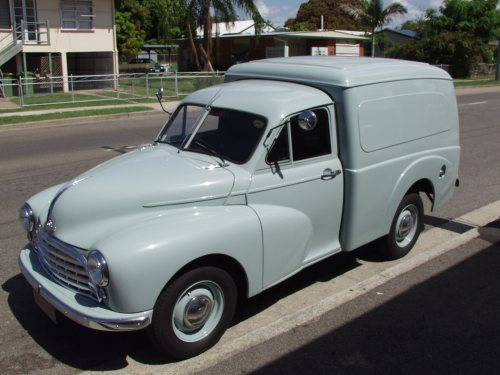
Morris Oxford
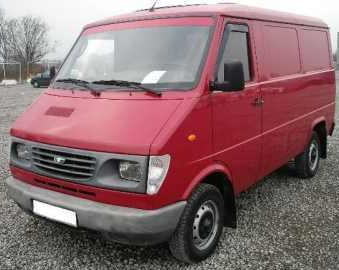
Lublin 3
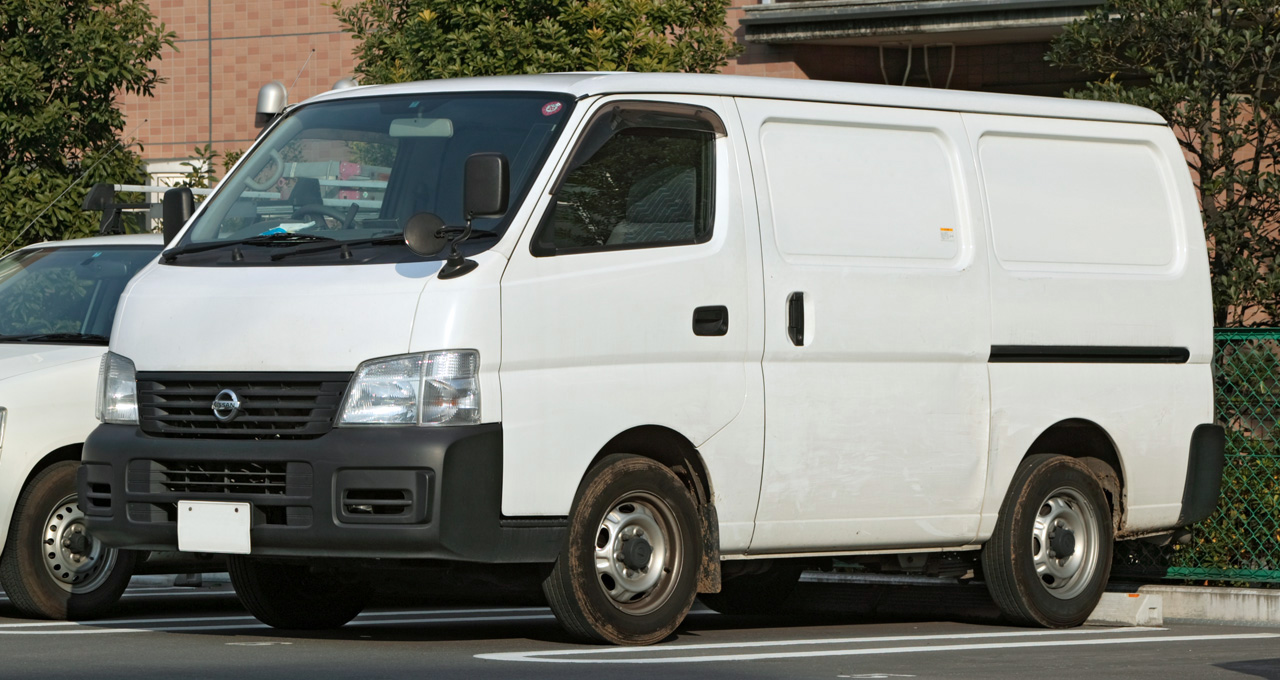
Nissan Caravan
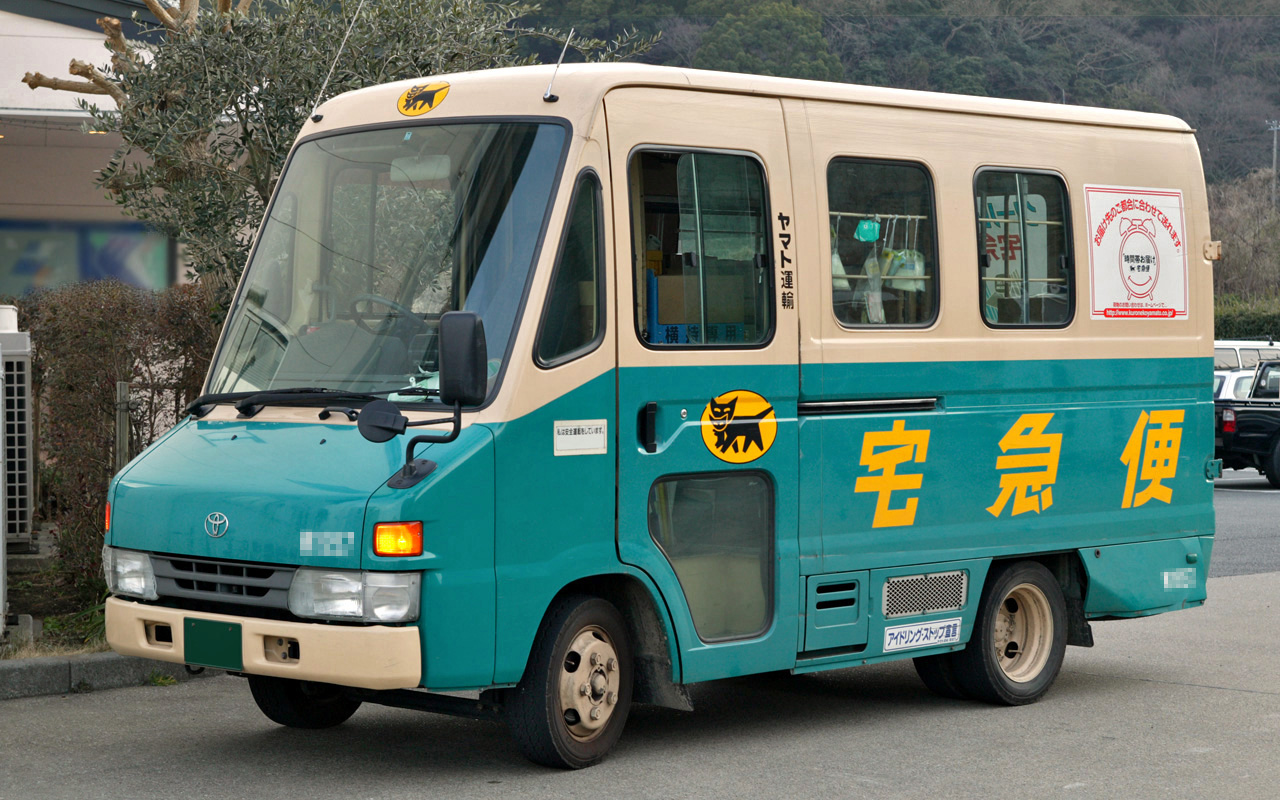
Toyota Quick Delivery
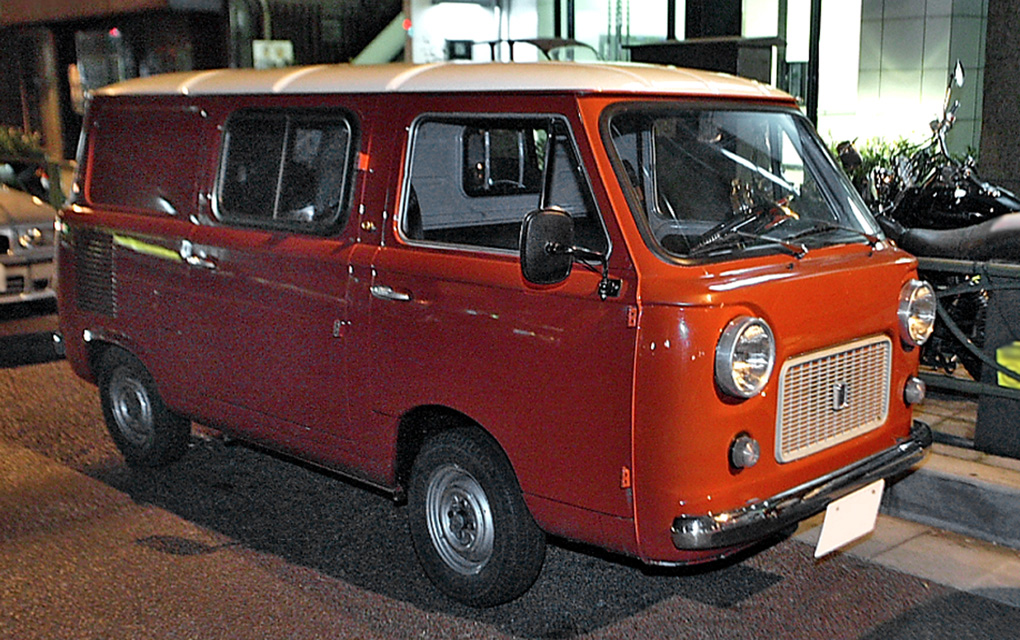
Fiat 850 T
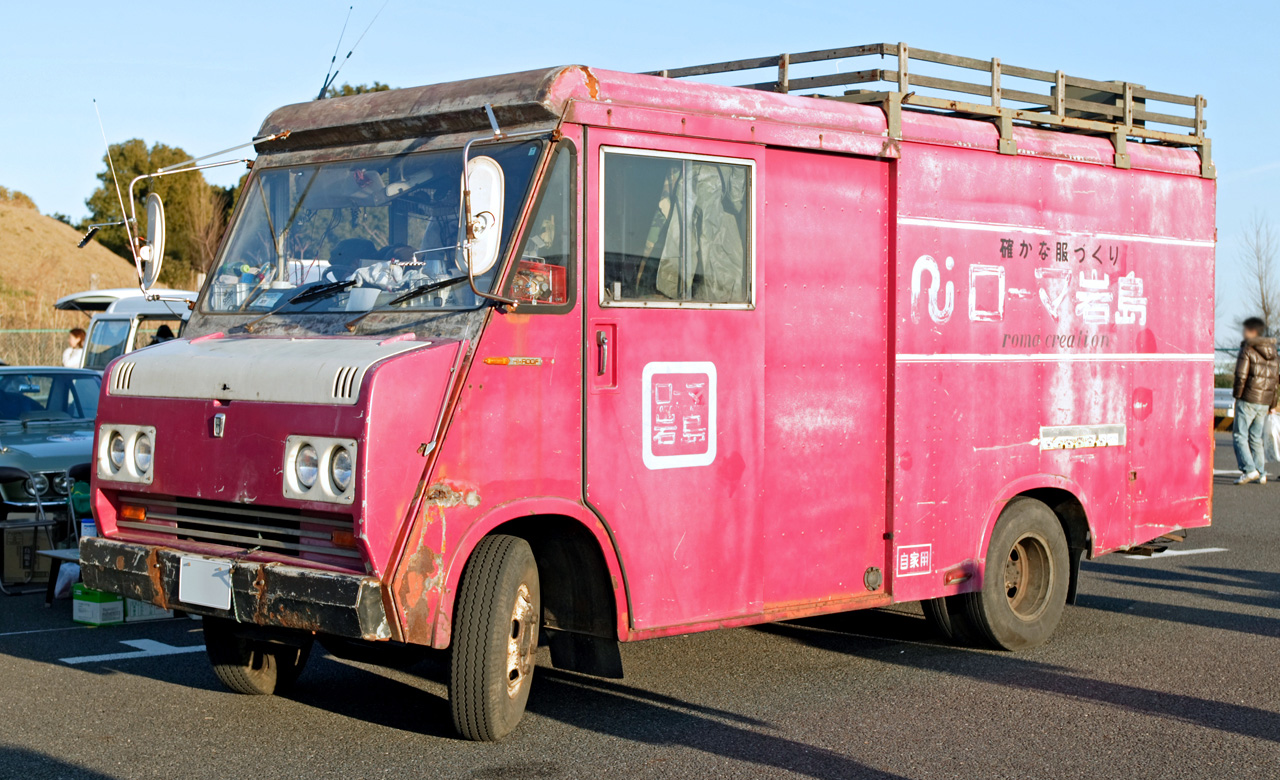
Hasičská dodávka Isuzu